# Selim Palmgren

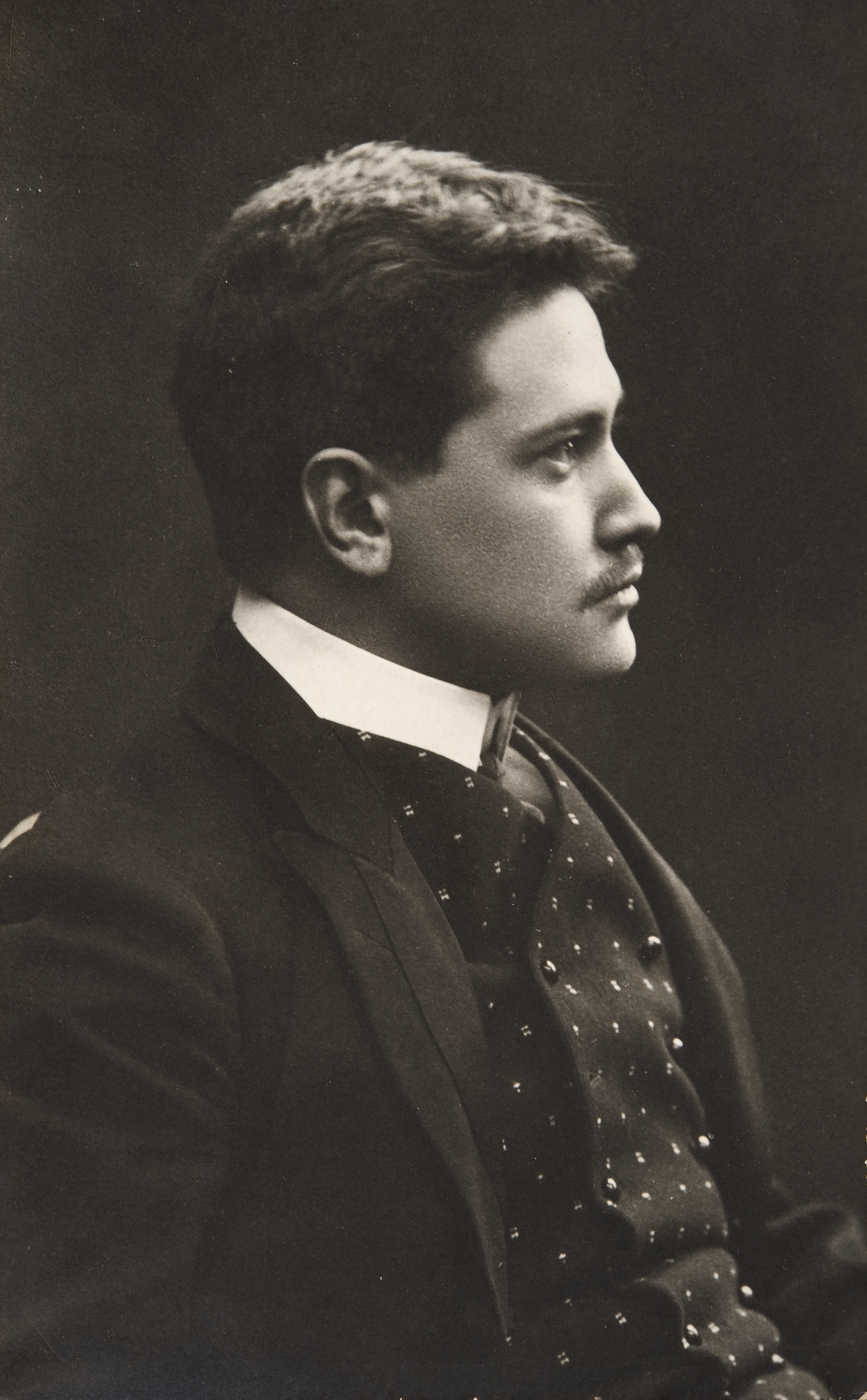
Selim Palmgren

Selim Gustaf Adolf Palmgren (* 16. Februar 1878 in Pori; † 16. Dezember 1951 in Helsinki) war ein finnischer Komponist und Pianist.

## Leben
Palmgren studierte 1895 bis 1899 am Konservatorium Helsinki bei Henryk Melcer-Szczawiński und Martin Wegelius, danach in Berlin und Weimar bei Ferruccio Busoni, Conrad Ansorge und Wilhelm Berger. 1906 bis 1909 schlossen sich Studien in Italien an. 1909 bis 1912 leitete er das Sinfonieorchester der Musikgesellschaft in Turku, und wirkte dann als Komponist und Pianist. Mit seiner Frau, der Sängerin Maikki Järnefelt-Palmgren, konzertierte er auch im Ausland, so 1911 bis 1914 in Berlin und Norddeutschland. Nach dem Tod seiner ersten Frau 1929 heiratete er deren Schülerin Minna Talwik.
1921 bis 1926 lehrte er in den USA an der Eastman School of Music in Rochester (New York). Ab 1927 war er Lehrer für Klavier und Komposition am Konservatorium Helsinki, der späteren Sibelius-Akademie. Dort hatte er ab 1939 eine Professur für Komposition inne. U. a. war Joonas Kokkonen sein Schüler. Daneben übernahm er leitende Funktionen in verschiedenen Institutionen des finnischen Musiklebens und war auch als Musikkritiker tätig.

## Werk

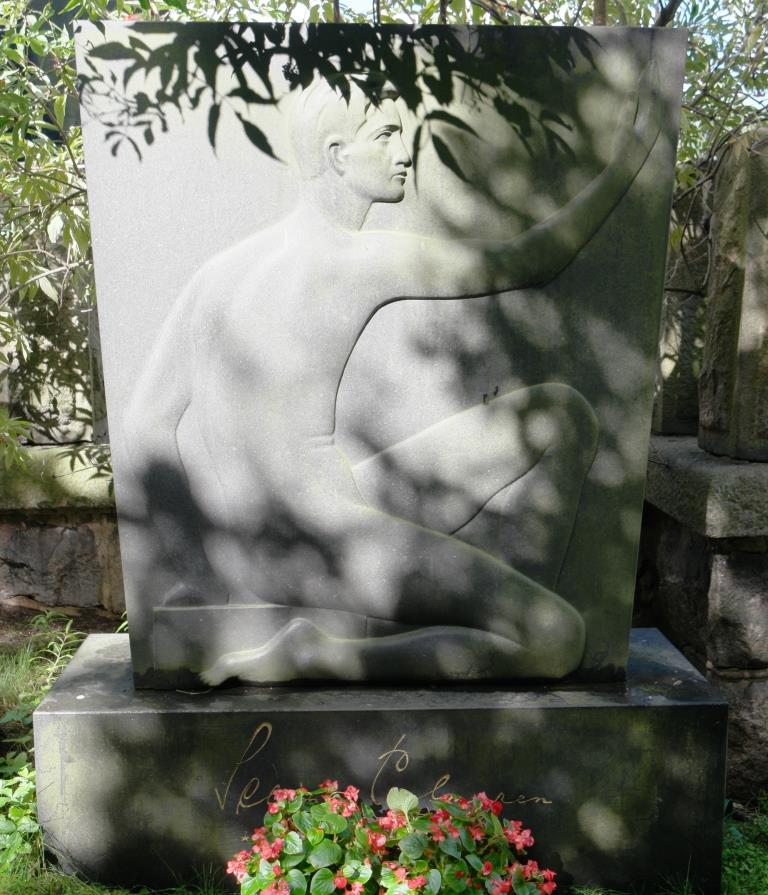
Grab von Selim Palmgren auf dem Friedhof Hietaniemi in Helsinki

Palmgren schrieb fünf Klavierkonzerte, die als seine Hauptwerke gelten (Nr. 1, op. 13 (1903), Nr. 2 Der Fluss, op. 33 (1913), Nr. 3 Metamorphosen, op. 41 (1916), Nr. 4 Huhtikuu (April), op. 85 (1926), Nr. 5, op. 99 (1941)), Orchesterwerke (darunter Bilder aus Finnland op. 24 von 1908), etwa 350 Klavierstücke (hauptsächlich Miniaturen teils salonhaften Charakters, die ihm auch Attribute wie „skandinavischer Chopin“ oder „nordischer Schumann“ einbrachten) und die Oper Daniel Hjort (uraufgeführt 1910, umgearb. 1938). Ein weiteres Opernprojekt, Peter Schlemihl, kam nicht über das Libretto hinaus. Außerdem komponierte er mehr als 200 Werke für Chor (insbesondere für Männerchor) und Lieder.
Sein Stil ist spätromantisch mit impressionistischen Einflüssen und bezieht in eher stilisierter, klangmalerischer Weise auch skandinavische Volksmusik ein.